# Santa María de Cayón
Santa María de Cayón ist eine Gemeinde in der spanischen Autonomen Region Kantabrien. Die Gemeinde liegt im Zentrum der Region und 19 Kilometer von Torrelavega und 23 Kilometer von der Regionalhauptstadt Santander entfernt.

## Orte
- La Abadilla
- Argomilla
- La Encina
- Esles
- Lloreda
- La Penilla
- San Román
- Santa María de Cayón (Hauptstadt).
- Sarón
- Totero

## Bevölkerungsentwicklung
| 1900        | 1910 | 1920 | 1930 | 1940 | 1950 | 1960 | 1970 | 1980 | 1990 | 2000 | 2010 | 2020 |
| ----------- | ---- | ---- | ---- | ---- | ---- | ---- | ---- | ---- | ---- | ---- | ---- | ---- |
| 2845        | 3290 | 3515 | 3859 | 4310 | 4573 | 4995 | 5576 | 5854 | 6062 | 6354 | 8814 | 9167 |
| Quelle: INE |      |      |      |      |      |      |      |      |      |      |      |      |

## Partnerstädte
- Gujan-Mestras, Frankreich